# ルドゥタブル (装甲艦)
| 竣工当時のルドゥタブルの写真 | |
| 艦歴                         | |
| 発注                         | ロリアン造船所 |
| 起工                         | 1873年7月 |
| 進水                         | 1876年9月18日 |
| 就役                         | 1882年1月28日 |
| 退役                         | |
| その後                       | サイゴンでハルクとして1928年まで使用。 |
| 除籍                         | 1910年 |
| 前級                         | コルベール級 |
| 次級                         | クールベ級 |
| 性能諸元（竣工時）           | |
| 排水量                       | 常備：6,224トン |
| 全長                         | 100.7m 97.1m（水線長） |
| 全幅                         | 19.7m |
| 吃水                         | 7.8m |
| 機関                         | 型式不明石炭専焼円缶8基 +水平2段膨張式レシプロ2基2軸推進 （1984年：石炭専焼円筒缶8基+直立型3段膨張式レシプロ機関2基に換装） |
| 最大出力                     | 5,900hp（1894年：6,070hp） |
| 最大速力                     | 14.0ノット(機関航行時) （1894年：14.66ノット） |
| 航続距離                     | 10ノット/2,800海里 |
| 燃料                         | 610トン（石炭） |
| 乗員                         | 750名 |
| 兵装                         | 1875年型 27 cm（20口径）単装砲8基 1870年型 14 cm（21口径）単装砲6基 （1894年：1881年型 27cm(28口径)単装砲1基 1875年型 27cm(20口径)単装砲4基 1870年型 24cm(18口径)単装砲4基 10cm単装砲6基 47mm回転式機砲2基 35cm水上魚雷発射管単装2基 |
| 装甲（鉄製）                 | 舷側：240～350 mm 甲板：65mm 砲郭部：300mm（最大厚） バーベット：240mm |

ルドゥタブル (Redoutable) は、フランス海軍が建造した装甲艦である。設計はド・ビュシィで同型艦はない。

## 概要
「ルドゥタブル」は前級である「コルベール級」の改良型であるが、船体の材質に鉄に加えて鋼材を用いたのが特徴である。また、「ルドゥタブル」からフランス装甲艦の特徴である幅広い船体に特徴的なタンブル・ホーム型船体の採用で、これは後の前弩級戦艦時代中期まで引き継がれた。

## 艦形と武装

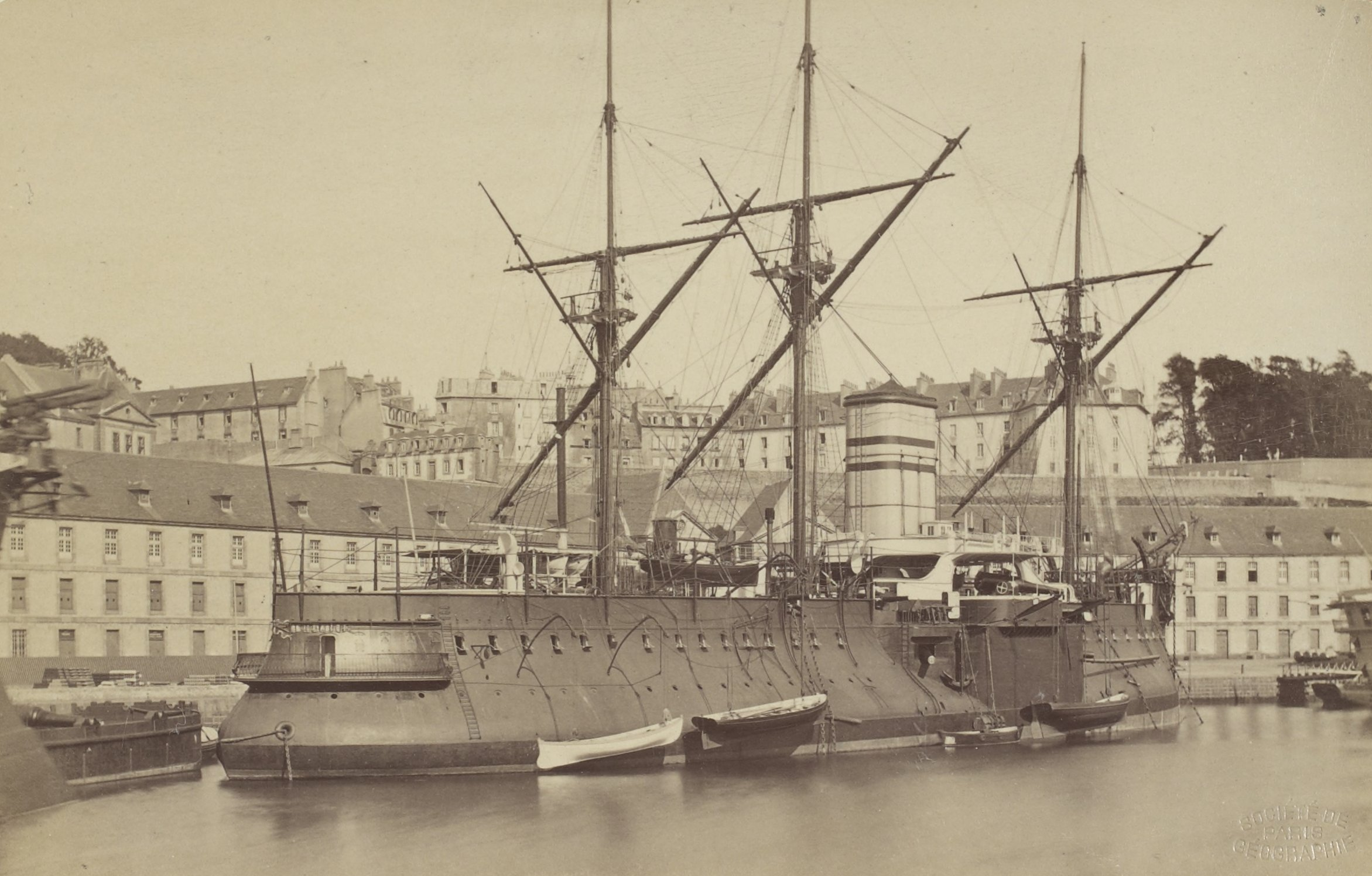
竣工時の「ルドゥタブル」。タンブルホーム型船体のおかげで砲郭の射界は首尾線方向に広い。

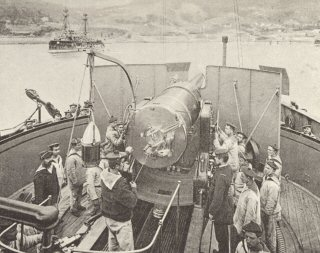
「ルドゥタブル」の艦尾側主砲。

船体の基本形状は前艦と同じく艦首水面下に衝角をもつ船体に3本のマストと中央部に1本煙突を持つ当時の一般的な装甲艦の形態であるが、一方で艦幅が前級17.5mであったのが本艦では19.7mと2.2mも太くなっているのが特徴である。これにより外洋航行時の安定性が増した。また、舷側装甲帯は前級が225mmであったのが本艦において一番薄い箇所でも240mmとなり、船体中央部は350mmに達した。
前級で2箇所に減った船体中央部の円形のバーベットは本艦でもそのままであるが装甲範囲が砲郭部を取り込んで水面部までの上下の広い範囲を装甲で覆うのが特徴的である。主砲には新開発の「1875年型 27 cm（20口径）砲」が単装砲架で8基を搭載しており、配置方式は艦首側に開けられた砲門に1基、後甲板の端部に1基ずつと左右のバーベット部に片舷1基ずつで計4基を配置、船体舷側の砲郭部に片舷2基ずつ計4基を配置した。この配置により前後方向に最大5門、左右方向に最大5門を指向する事が出来た。バーベット部の装甲は240mm装甲に強化されている。

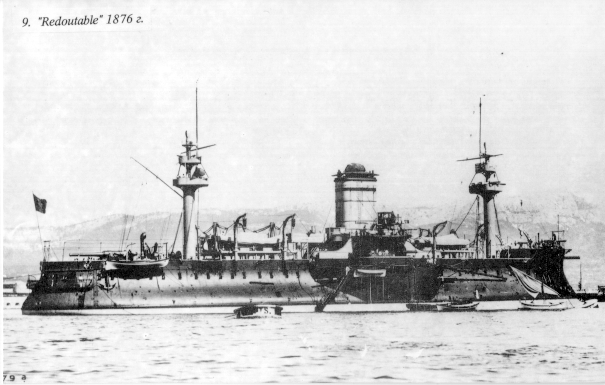
近代化改装直後の「ルドゥタブル」

竣工後の1893年から1894年にかけて行われた近代化改装で3本のマストのうち中央部のマストは撤去され2本となり、帆走設備は撤去されて簡素なミリタリー・マストとなった。ミリタリーマストとはマストの上部あるいは中段に軽防御の見張り台を配置し、そこに37mm～47mmクラスの機関砲(速射砲)を配置した物である。これは、当時は水雷艇による奇襲攻撃を迎撃するために遠くまで見張らせる高所に対水雷撃退用の速射砲あるいは機関砲を置いたのが始まりである。形状の違いはあれ、どこの時代の列強各国の大型艦には必須の装備であった。本艦のミリタリーマストは頂部には2段の見張り台があり、中段に47mm回転式機砲が単装砲架で1基が配置され、後部ミリタリーマストも同形式で1基ずつ計2基が配置されたが後に増設された。
武装は大きく更新され、口径は27cmと変わらないが砲身長が伸ばされた「1881年型 27cm(28口径)砲」が単装砲架で1基、「1875年型 27cm(28口径)砲」は単装砲架で4基、「1870年型 24cm(18口径)砲」は単装砲架で4基、10cm単装速射砲6基、47mm回転式機砲2基、対艦攻撃用に35cm水上魚雷発射管単装で2基を装備した。

## 機関
「ルドゥタブル」に搭載された主機関は船体中央部の主要防御区画内部に配置した石炭専焼円缶8基に水平型2段膨張式レシプロ機関2基で変わらないが、最大出力は前級の4,600馬力から5,900馬力へと強化された。そのため、前級よりも太い船体形状にもかかわらず速力は14ノットを維持できた。燃料の石炭は10トン減少の610トン搭載された状態で10ノット巡航で2,800海里を航行することが出来た。機関は前述の近代化改装時において換装され、円筒缶8基に直立型3段膨張式レシプロ機関2基に換装された。この結果、最大出力6,070馬力で速力14.66ノットに向上した。

## 参考図書
「世界の艦船増刊　フランス戦艦史」(海人社)